# Ryad Boulanouar
Ryad Boulanouar, né en 1973 à Lyon, est un ingénieur et entrepreneur français.

## Biographie

### Enfance et formation
Né en 1973 à Lyon, Ryad Boulanouar issu d’une famille algérienne est le dernier d'une famille de 3 enfants. Sa famille emménage à Alfortville dans le Val-de-Marne, où il deviendra major de promotions dans les divers cursus qu'il choisit. Il est diplômé de l'Institut national des sciences appliquées de Rennes (INSA).

### Parcours professionnel
En 1997, il est chef de projet billetique sans contact de la carte Navigo pour la SNCF. En 1998, alors directeur technique chez OMI, SSII spécialisée en monétique, il travaille sur le projet de porte-monnaie électronique Moneo. 
En 2000, il fonde ABM Technologies, une société de développement de logiciels liés aux cartes à puce, aux terminaux de paiement électroniques, serveurs centraux et pour l'intégration aux logiciels de caisse. Il crée des solutions clé en main de paiement, prépayé, paiement de factures, transfert d'argent (avec comme clients la Bred, Esso, Carrefour, Intermarché, Relais H, Wonderbox, Western Union, Moneygram, etc.).
En 2010, il est le cofondateur de No Bank, devenu Compte-Nickel, un compte de paiement avec carte accessible chez les buralistes. Il obtient en avril 2013 l'agrément de l'ACPR pour la Financière des paiements électroniques et le Compte Nickel. En janvier 2014, a lieu le lancement commercial de Compte-Nickel,. BNP Paribas rachète 95 % des parts de Compte-Nickel en 2017, pour une somme qui pourrait dépasser les 200 millions d'euros.
En 2020, il se lance dans une nouvelle aventure entrepreneuriale en créant Mon Ami Poto, une Fintech et un Établissement de Monnaie Électronique agréé par l’ACPR, autorité administrative indépendante adossée à la Banque de France. Fort de cet agrément, il participe, avec sa marketplace mespotos.fr et sa monnaie numérique le Poto, à démocratiser la pratique du don en le rendant plus simple, transparent et accessible par le plus grand nombre. 

### Participations à la création ou à la conception
- Carte Navigo : le titre de transport actuel d'Île-de-France Mobilités pour les franciliens[6].
- Carte Moneo : un porte-monnaie électronique[6].
- Moneypasss : pour le transfert d’argent.
- Logiciels pour les cartes à puce à paiement sans contact.
- Compte-Nickel : compte bancaire alternatif et moyen de paiement (création originale)[6].
- mespotos.fr et le Poto : marketplace de dons et monnaie numérique.